# TME-Torsten Meincke Eisenbahn
Die TME-Torsten Meincke Eisenbahn GmbH (TME) ist ein in Schwerin ansässiges öffentliches Eisenbahninfrastruktur- und -verkehrsunternehmen.
Das Unternehmen wurde am 22. Mai 2007 gegründet. Zum 1. Juli des gleichen Jahres übernahm die TME im Auftrag des Infrastrukturbesitzers, dem Planungsverband Transportgewerbegebiet Valluhn/Gallin den Betrieb auf dem Streckenabschnitt Hagenow Land – Zarrentin (ausschließlich des Bahnhofs Hagenow Land) der Bahnstrecke Hagenow Land–Bad Oldesloe. Diese Strecke wird als öffentliche Eisenbahninfrastruktur betrieben. Zwischen Hagenow Land und Hagenow Stadt findet vom Land Mecklenburg-Vorpommern bestellter Reisezugverkehr statt, zwischen Hagenow Stadt, Wittenburg und Zarrentin gelegentlicher Güterverkehr.
Außerdem betreibt das Unternehmen die Infrastruktur und den Fahrbetrieb auf mehreren Anschlussbahnen in und um Schwerin:
- Anschlussbahn Schwerin-Görries,
- Anschlussbahn Schwerin-Wüstmark,
- Anschlussbahn Kieswerk Consrade
- Anschlussbahn Schwerin-Haselholz.[1]